# 電荷密度
電荷密度（でんかみつど、英: charge density）とは、ある特定の空間領域において、単位体積あたりに存在する電荷の量を示す物理量である。この概念を理解する上で極めて重要なのは、どの大きさのスケール（体積）で空間を定義するかによって、電荷密度の値が全く異なる意味を持つという点である。
物質は、正の電荷を持つ原子核と、負の電荷を持つ電子から構成される原子（または分子）の集合体である。この基本構造に基づき、電荷密度を異なるスケールで考察する。
ミクロスケール（原子内部のスケール）
原子1個よりもはるかに小さい、極めて微小な体積で空間を定義する場合、電荷密度は場所によって著しく変動する。
- 原子核の位置では、正電荷が密集しているため、電荷密度は非常に大きな正の値をとる。
- その周囲を運動する電子が存在する領域では、負電荷が存在するため、電荷密度は負の値となる。
- 原子核と電子の間の真空の空間では、電荷密度はゼロである。

このように、ミクロスケールにおける電荷密度は、極めて不均一に分布している。
マクロスケール（原子サイズ以上のスケール）
一方、原子数個分、あるいはそれ以上の大きさの体積で空間を定義する場合、状況は本質的に異なる。
- 通常、物質は電気的に中性であり、定義された体積内に含まれる原子核の正電荷の総量と、電子の負電荷の総量は互いに相殺される。
- その結果、このスケールにおける電荷密度は、空間的に平均化され、実質的にゼロと見なされる。

結論として、「電荷密度」という物理量を扱う際は、それが原子内部のようなミクロな電荷分布を論じているのか、物質全体としてのマクロな電気的性質を論じているのか、その定義スケールを明確に意識することが不可欠である。
（注：原子核が持つ正電荷の根源は陽子にあるが、陽子自体もクォークなどの素粒子から構成される。電荷の起源をどのレベルで議論するかは、物理学で扱うエネルギーや空間のスケールに依存する。）
物性物理学の文脈では、物質全体の電荷密度（通常はゼロ）とは別に、特定の役割を担う電荷の密度だけを意図的に取り出して議論することが頻繁にある。その代表例が、金属中の伝導電子である。
特定の担い手（キャリア）に注目した電荷密度
金属の銅（Cu）を例にとると、これは規則正しく並んだ「銅イオン（Cu+）」と、その周りを自由に動き回る「伝導電子（e-）」の集合体としてモデル化される。この場合、電荷密度は以下のように区別して扱われる。
- 銅イオンによる電荷密度: 各格子点に局在した、正の電荷密度。
- 伝導電子による電荷密度: 金属全体に広がった、負の電荷密度。

このように、電流や熱輸送といった現象を議論する際には、物質の性質を支配する「伝導電子の電荷密度」という言葉が、文脈上、単に「電荷密度」として用いられることがある。これは、静的なイオンを背景として捉え、動的な電子の振る舞いに焦点を当てているためである。
電荷密度の実験的な測定手法
理論モデルだけでなく、電荷密度の空間的な分布は実験によって直接観測することも可能である。この測定には、粒子線と物質との相互作用の違いが利用される。
X線回折
- X線は、原子内の電子によって強く散乱される性質を持つ。そのため、結晶にX線を照射し、その回折パターンを解析することで、結晶内における電子の空間分布、すなわち負の電荷密度の分布を精密に決定することができる。

中性子回折法
- 一方、電気的に中性である中性子線は、電子とはほとんど相互作用せず、主に原子核によって散乱される。したがって、中性子線回服実験を行えば、X線回折とは相補的に、結晶内における原子核の位置、すなわち正の電荷密度の中心位置を正確に特定することが可能となる。

このように、X線と中性子線という二つの異なるプローブ（探針）を使い分けることで、物質内の正負の電荷密度分布をそれぞれ分離して可視化することができる。

## バンド計算での電荷密度
バンド計算では通常、電荷密度とは電子の密度のことを示す。従って、この場合は電子密度（electron density）とも言う。電子以外の電荷（例えばイオンなど）に対しても "電荷密度" の表記を用いることがあるので注意が必要。
バンド計算では、実空間での電荷密度 ρ(r) は波動関数 ψi,k(r) のノルムを取ることにより求められる：
{\displaystyle \rho ({\boldsymbol {r}})=\sum _{i,{\boldsymbol {k}}}f_{i,{\boldsymbol {k}}}|\psi _{i,{\boldsymbol {k}}}({\boldsymbol {r}})|^{2}.}
i, k はそれぞれバンドとk点の指標。fi,k は、各 k 点上の各バンドでの電子の占有数。なお、バンド計算では普通原子単位を用いるので素電荷は、e = 1（ハートリー原子単位系の場合）としている。ここで占有数は、N を系の全電子数とすると
{\displaystyle \sum _{i,{\boldsymbol {k}}}f_{i,{\boldsymbol {k}}}=N}
となる。バンド計算において波動関数は規格化されており、占有数 fi,k は非整数となる場合がある。
実空間の電荷密度をフーリエ変換したものは、
{\displaystyle \rho ({\boldsymbol {G}})={\frac {1}{V}}\int \rho ({\boldsymbol {r}})e^{-i{\boldsymbol {G}}\cdot {\boldsymbol {r}}}d{\boldsymbol {r}}}
（i は虚数単位）であり、上式左辺の ρ(G) は構造因子と言われるが、このことを逆空間表示での電荷密度と言う場合もある。

## 運動量密度
実空間の波動関数をフーリエ変換して（指標 i, k は省略、V：系の体積）、
{\displaystyle \psi ({\boldsymbol {G}})={\frac {1}{V}}\int \psi ({\boldsymbol {r}})e^{-i{\boldsymbol {G}}\cdot {\boldsymbol {r}}}d{\boldsymbol {r}}}
を得る。ψ(G) は逆格子空間（運動量空間）での波動関数であり、これのノルムをとると、
{\displaystyle P({\boldsymbol {G}})=|\psi ({\boldsymbol {G}})|^{2}}
となり、上式左辺の P(G) は逆格子空間での電荷密度と言えるが、通常は運動量密度(momentum density)と呼ばれる。
運動量密度は、コンプトン散乱や電子‐陽電子消滅実験などの実験によって観測される量で、対象が金属（含む半金属）の場合、フェルミ面の情報を含んでいる。
自由電子の場合の運動量密度 ρ(P) は、自由電子の実空間（3次元）での波動関数 ψ が平面波 {\displaystyle e^{-i{\boldsymbol {k}}\cdot {\boldsymbol {r}}}}であるから、
{\displaystyle \iint e^{-i{\boldsymbol {G}}\cdot ({\boldsymbol {r}}-{\boldsymbol {r}}')}e^{i{\boldsymbol {k}}\cdot ({\boldsymbol {r}}-{\boldsymbol {r}}')}d{\boldsymbol {r}}d{\boldsymbol {r'}}=\iint e^{-i({\boldsymbol {G}}-{\boldsymbol {k}})\cdot ({\boldsymbol {r}}-{\boldsymbol {r}}')}d{\boldsymbol {r}}d{\boldsymbol {r}}'=\delta ({\boldsymbol {G}}-{\boldsymbol {k}})=\rho _{\boldsymbol {k}}({\boldsymbol {G}})}
となり（体積は省略）、
{\displaystyle \rho ({\boldsymbol {G}})=\sum _{\boldsymbol {k}}\rho _{\boldsymbol {k}}({\boldsymbol {G}})=\sum _{|{\boldsymbol {k}}|\leq k_{F}}f_{\boldsymbol {k}}\rho _{\boldsymbol {k}}({\boldsymbol {G}})}
を得る（fk はフェルミ分布関数←電荷密度での占有数と表記が類似するが異なるものである）。実際は、2次元ないし 1次元表示したものが実験による観測結果と比較される。
2次元表示
{\displaystyle \rho (G_{y},G_{z})=\int \rho ({\boldsymbol {G}})dG_{x}=\int _{G_{x}^{2}\leq G_{F}^{2}-G_{y}^{2}-G_{z}^{2}}dG_{x}=2{\sqrt {G_{F}^{2}-G_{y}^{2}-G_{z}^{2}}}.}
1次元表示
{\displaystyle \rho (G_{z})=\iint \rho ({\boldsymbol {G}})dG_{x}dG_{y}=\iint _{G_{x}^{2}+G_{y}^{2}+G_{z}^{2}\leq G_{F}^{2}}dG_{x}dG_{y}=G_{F}^{2}-G_{z}^{2}.}
以上から、3次元での自由電子の運動量密度の2次元表示は半球状、1次元表示は放物線となる。実際に観測されるものは、アルカリ金属のような価電子が自由電子的であるような場合を除いて自由電子のものとは大分異なった形状になることが多い。